# Glimåkra socken
Glimåkra socken i Skåne ingick i Östra Göinge härad, ingår sedan 1974 i Östra Göinge kommun och motsvarar från 2016 Glimåkra distrikt.
Socknens areal är 159,5 kvadratkilometer varav 154,87 land.  År 2000 fanns här 2 418 invånare. Tätorten Glimåkra med sockenkyrkan Glimåkra kyrka samt orten Boalt ligger i socknen.

## Administrativ historik
Socknen har medeltida ursprung. Vid slutet av 1500-talet avskildes den nordöstra delen som Örkeneds socken.
Vid kommunreformen 1862 övergick socknens ansvar för de kyrkliga frågorna till Glimåkra församling och för de borgerliga frågorna bildades Glimåkra landskommun. Landskommunen uppgick 1974 i Östra Göinge kommun. Församlingen uppgick 2022 i Glimåkra-Hjärsås församling.
1 januari 2016 inrättades distriktet Glimåkra, med samma omfattning som församlingen hade 1999/2000.  
Socknen har tillhört län, fögderier, tingslag och domsagor enligt vad som beskrivs i artikeln Östra Göinge härad. De indelta soldaterna tillhörde Norra skånska infanteriregementet, Livkompaniet och Skånska dragonregementet, Östra Göinge skvadron, Östra Göinge kompani.

## Geografi
Glimåkra socken i Östra Göinge Härad, genom Örkened skild från Småland i norr och från sjön Immeln i öster. I sydväst når socknen ned till Helgeån som upptar två genom socknen flytande åar som kommer från Småland. Marken är kuperad och stenbunden med löv- och barrskog, mycket mosse och myr samt sjöar. Jordmånen är mager. Allmogen kallar socknen Glimmare.
Glimåkra socken ligger norr om Kristianstad med Helge å i söder. Socknen är en kuperad skogsbygd.
Genom socknen, från norr till söder, ledde fram till slutet av 1600-talet den så kallade Ryavägen. Denna var på sin tid en ganska viktig led mellan Sverige och Danmark, och användes bland annat av Gustav II Adolf vid ett härjningståg till nordöstra Skåne 1612.
Från 1909 genomkorsades Glimåkra socken av Kristianstad-Älmhults järnväg. Trafiken norr om Glimåkra kyrkby nedlades 1969, varefter spåren revs upp. Samma öde rönte 1978 trafiken och spåren söderut från kyrkbyn.

## Fornlämningar
Från bronsåldern finns gravrösen och skålgropsförekomster. Från järnåldern finns resta stenar.

## Namnet
Namnet skrevs i slutet av 1300-talet Glimakrä och kommer från kyrkbyn. Efterleden är åker. Förleden är Glima, 'den glimmande' och antas var ett äldre namn på Glimån som rinner genom kyrkbyn..